# John Benteen
John Benteen, né Benjamin Leopold Haas le 21 juillet 1926 à Charlotte et mort le 27 octobre 1977 à New York, est un écrivain américain, auteur de western et de roman policier. Il signe une partie de ses romans des pseudonymes Richard Meade et Thorne Douglas.

## Biographie
En 1963, il publie son premier roman The Foragers. Auteur prolifique, spécialisé dans le roman western, il crée à la demande des éditions Belmont une série consacrée à Neal Fargo, soldat de fortune, ancien du régiment des Rough Riders lors de la guerre hispano-américaine. Selon Claude Mesplède, « cette série de romans dont il est le héros n'a d’autre ambition que de distraire. Sans autre fioriture que l'action pure et dure, elle s'apparente au genre « spaghetti ». Du travail de commande correctement réalisé ». Sous le pseudonyme de Richard Meade, il publie quelques romans policiers.

## Œuvre

### SérieNeal Fargo, signée John Benteen
- Fargo, 1969
  - Un nommé Fargo, Série noire no 1520, 1971
- Panama Gold, 1969
- Alaska Steel, 1969
- Massacre River, 1969
- 'The Wildcatters, 1970
- Apache Raiders, 1970
- The Black Bulls, 1971
- Killing Spree, 1971
  - Une giclée d'or, Série noire no 1512, 1971
- Sharpshooters, 1972
- Shotgun Man, 1973
- Wolf's Head, 1973
- Bandolero, 1974
- Dynamite Fever, 1974
- Gringo Guns, 1975
- Killer's Moon, 1976
- Dakota Badlands, 1977
- Valley of Skulls, 1982

### SérieCutler, signée John Benteen
- The Wolf-Pack, 1972
- The Gunhawks, 1972

### Romans signés Richard Meade
- Two Surgeons, 1962
- The Resident Physician, 1963
- Beyond the Danube, 1967
- The Danube Runs Red, 1968
- Big Bend, 1969
- Gun Runner, 1969
- A Score of Arms, 1969
- The Sword of Morning Star, 1969
- Exile's Quest, 1970
- The Lost Fraulein, 1970
- Rough Night in Jericho, 1972
- The Belle From Catscratch, 1972 (coécrit avec Jay Rutledge)
- Cartridge Creek, 1973
  - Le Texan joue et gagne, Le Masque-western no 134, 1975
- Gaylord's Badge, 1975

### Romans signés Ben Haas
- The Foragers, 1963
- KKK, 1963
- Brother Badman, 1965
- Look Away, Look Away, 1965
- The Last Valley, 1966
- The Troubled Summer, 1966
- The Chandler Heritage, 1971
- Daisy Canfield, 1973
- House of Christina, 1977
  - Je te retrouverai, Christa (1. Prélude au drame, 2. Le retour de Lan), Éditions de Trévise, 1979

### SérieRancho Bravo, signée Thorne Douglas
- Calhoon, 1972
- The Big Drive, 1974
- Killraine, 1974
- Night Riders, 1975
- The Mustang Men, 1979

## Sources
- Claude Mesplède, Les Années Série noire vol.4 (1972-1982), Encrage « Travaux » no 25, 1995, p. 15.
- Claude Mesplède et Jean-Jacques Schleret, SN Voyage au bout de la Noire, Futuropolis, 1982, p. 32-33.